# Lola (Lied)

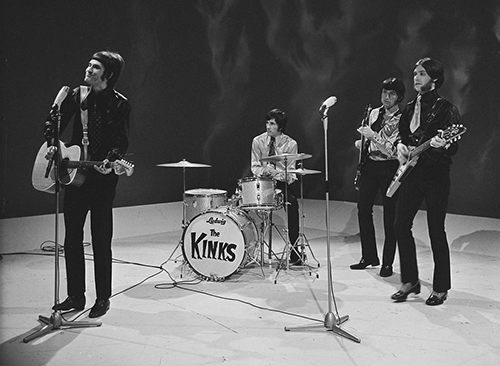
The Kinks (1967)

Lola ist ein Rocksong der englischen Band The Kinks, der im Juni 1970 veröffentlicht wurde. Er wurde von Ray Davies geschrieben und erzählt von einer Begegnung zwischen einem jungen Mann und einer Transfrau oder Crossdresser, die das Lyrische Ich in einem Club in Soho trifft. In dem Lied beschreibt der Erzähler seine Verwirrung über Lola, die „wie eine Frau ging, aber wie ein Mann sprach“.
Das Lied erschien in Großbritannien am 12. Juni 1970 und in den Vereinigten Staaten am 28. Juni 1970. Die Single kam auf Rang zwei der britischen Singlecharts und auf Rang neun der Billboard Hot 100. Der Song wurde zu einem der bekanntesten Titel der Kinks und später vom Rolling Stone auf Platz 422 in Den 500 besten Songs aller Zeiten geführt und 2021 auf Platz 386. Der NME führt Lola auf Platz 473 unter den 500 Greatest Songs of All Time.

## Entstehung
Ray Davies zufolge kam er auf Lola, nachdem der Manager der Kinks eine Nacht in Paris mit einem Transvestiten getanzt hatte. „In seiner Wohnung hatte Robert mit dieser schwarzen Frau getanzt, und er sagte: ‚Da geht echt was.‘ Und alles war in Ordnung, bis wir um sechs Uhr morgens gingen, und dann sagte ich: ‚Hast du die Bartstoppeln gesehen?‘ Er sagte ‚Ja‘, aber er war, glaube ich, zu besoffen, als dass es ihn scherte.“
Der Schlagzeuger Mick Avory erklärt den Song anders. Ihm zufolge sei Lola von Avorys Besuchen in bestimmten Bars in West London angeregt worden. „Wir kannten diesen Typen, Michael McGrath. Er stalkte die Band, sozusagen, denn der Name The Kinks zog solche Leute an. Er war immer bei Top of the Pops und war Publizist für John Stephens Laden in der Carnaby Street, hatte diesen Schuppen in Earl’s Court und lud mich ein zu Auftritten von Drag Queens und in Pubs, wo Transsexuelle abhingen – so Geheimclubs, gewissermaßen. Und dort hatte Ray [Davies] dann die Idee für Lola. Auch er wurde dorthin eingeladen, und da schrieb er dann das Stück – während ich mich zusoff.“

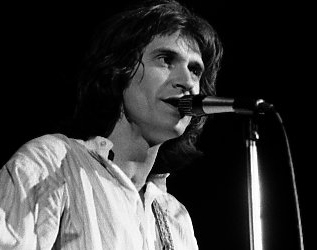
Ray Davies (1977)

Ray Davies sagte, er habe für den Text „ein bisschen bei Drag Queens recherchiert“. Er bestritt aber, dass es in dem Lied um ein Date zwischen ihm und Candy Darling gehe. Davies zufolge waren sie nur einmal essen gewesen und er habe die ganze Zeit gewusst, dass Darling transsexuell sei.
Dave Davies berichtete in seiner Autobiographie, er habe die Musik für Lola geschrieben und sein Bruder Ray anschließend den Text. Dave Davies sagte 1990 in einem Interview, Lola sei ähnlich entstanden wie You Really Got Me: Ray habe die Grundstruktur des Liedes komponiert, insgesamt sei es aber eine Gemeinschaftsarbeit gewesen.

## Kontroverse
Lola war anfangs wegen seines Textes umstritten. In einem Artikel des Record Mirror mit dem Titel Sex Change Record: Kink Speaks sprach Ray Davies das Thema an und sagte: „Es ist wirklich egal, welches Geschlecht Lola hat, ich denke, sie ist in Ordnung.“ Einige Radiosender blendeten das Stück aus, bevor Andeutungen über Lolas biologisches Geschlecht enthüllt wurden. Am 18. November 1970 wurde Lola von einigen Radiosendern in Australien wegen seines „kontroversen Themas“ verboten. Einige australische Radiosender begannen, Lola wieder zu spielen, nachdem sie die Zeile „I’m glad I’m a man and so’s Lola“ (Ich bin froh, dass ich ein Mann bin und Lola auch) durch einen groben Schnitt entfernt hatten.
Die BBC verbot das Stück aus einem anderen Grund: Die ursprüngliche Stereoaufnahme hatte die Worte „Coca-Cola“ im Text. Wegen der BBC-Radio-Politik gegen Produktplatzierung war Ray Davies gezwungen, am 3. Juni 1970 einen 6000 Meilen langen Hin- und Rückflug von New York nach London zu nehmen und die Amerika-Tournee der Band zu unterbrechen, um Coca-Cola in das erlaubte „Cherry Cola“ zu ändern.

## Besetzung
Auf der Originalversion von Lola spielten:
The Kinks
- Ray Davies – Gesang, Akustikgitarre und Resonatorgitarre
- Dave Davies – Hintergrundgesang, E-Gitarre
- John Dalton – E-Bass
- Mick Avory – Schlagzeug

Weitere Musiker
- John Gosling – Klavier
- Ken Jones – Maracas

## Andere Veröffentlichungen
Seit der Veröffentlichung ist Lola auf mehreren Kompilations- und Livealben erschienen. Im Jahr 1980 wurde eine Liveversion des Songs aus dem Album One for the Road in den USA und einigen europäischen Ländern als Single veröffentlicht und wurde ein kleiner Hit. In den Niederlanden erreichte der Song Platz 1, genau wie 1970 die Studioversion. Weitere Versionen sind ein Instrumentalstück auf dem Soundtrack-Album Percy von 1971 und Liveversionen von Everybody’s in Show-Biz von 1972 und To the Bone von 1996.
Die Figur Lola wurde 1981 im Lied Destroyer der Kinks erneut verwendet.

## Kommerzieller Erfolg

### Chartplatzierungen
| ChartsChartplatzierungen       | Höchstplatzierung | Wochen |
| ------------------------------ | ----------------- | ------ |
| Deutschland (GfK)              | 2 (24 Wo.)        | 24     |
| Österreich (Ö3)                | 2 (16 Wo.)        | 16     |
| Schweiz (IFPI)                 | 4 (13 Wo.)        | 13     |
| Vereinigte Staaten (Billboard) | 9 (20 Wo.)        | 20     |
| Vereinigtes Königreich (OCC)   | 2 (14 Wo.)        | 14     |

| ChartsJahrescharts (1970)      | Platzierung |
| ------------------------------ | ----------- |
| Deutschland (GfK)              | 18          |
| Österreich (Ö3)                | 11          |
| Vereinigte Staaten (Billboard) | 52          |

### Auszeichnungen für Musikverkäufe
| Land/Region                  | Auszeichnungen für Musikverkäufe (Land/Region, Auszeichnung, Verkäufe) | Verkäufe |
| ---------------------------- | ---------------------------------------------------------------------- | -------- |
| Neuseeland (RMNZ)            | 2× Platin                                                              | 60.000   |
| Vereinigtes Königreich (BPI) | Gold                                                                   | 400.000  |
| Insgesamt                    | 1× Gold · 2× Platin ·                                                  | 460.000  |

## Coverversionen
Das Lied Lola wurde mehrfach gecovert. Die Big Band Collective Consciousness Society (C.C.S.) veröffentlichte eine Version des Liedes 1973, eine weitere erschien von Don Fardon im selben Jahr. 1985 parodierte Weird Al Yankovic das Stück unter dem Titel Yoda. Andy Taylor, Gitarrist der englischen Band Duran Duran, veröffentlichte eine Coverversion des Liedes auf seinem zweiten Soloalbum Dangerous und als Single, die sich in den britischen Singlecharts platzieren konnte. Weitere englischsprachige Versionen gab es unter anderem von der Ska-Band Bad Manners 1993, der dänischen Band Natural Born Hippies 1999, Madness 2005, Jacqui Naylor 2006, Robbie Williams 2007 und Ace Frehley 2020.
Bereits 1970 erschien eine deutschsprachige Version des Liedes vom Schlagerduo Nina & Mike, geschrieben vom Musikproduzenten Jack White. Weitere deutschsprachige Versionen erschienen 1981 von dem Kabarettisten Kalla Wefel sowie 1984 von Heinz Rudolf Kunze, der eine Version des Liedes auf dem Album Ausnahmezustand veröffentlichte.
Auf Kölsch schrieb Wolfgang Niedecken eine Version des Liedes für das Soloalbum Solo Plaat von Jürgen Zeltinger.
Ebenfalls 1984 veröffentlichte der finnische Musiker Pate Mustajärvi Lola auf Finnisch auf seinem Album Nyt!. In den neunziger Jahren veröffentlichten Die Rockys eine weitere Version.